# Merry Christmas (Jeanette Biedermann)
Merry Christmas è un album in studio natalizio della cantante tedesca Jeanette Biedermann, pubblicato nel 2004 a nome Jeanette.

## Tracce
1. Christmas Time – 3:18
2. O Come All Ye Faithful (Adeste Fideles) – 2:49
3. The Infant Light (Single version) – 3:06
4. Follow the Star – 3:16
5. Mr. Santa Clause – 3:10
6. Evermore – 2:02
7. Silent Night – 2:49
8. Peace on Earth – 3:22
9. Ave Maria – 4:25
10. Hark! The Herald Angels Sing – 2:25
11. Run with Me (X-Mas version) – 3:39
12. Shine On – 3:35
13. Winter Ferryland – 3:24
14. O Holy Night – 3:39
15. Amazing Grace – 2:38